# Хуршид Шамсутдин
См. также Хуршид (имя)
Хуршид Шамсутдин (настоящая фамилия — Шарафутдинов, май 1892 — 13 сентября 1960) — узбекский советский поэт, драматург, театральный деятель, режиссёр, переводчик. Заслуженный деятель искусств Узбекской ССР (1941). Один из создателей жанра узбекской музыкальной драмы.
В литературе — с 1912 года. Автор стихов, пьес, комедий и литературно-критических статей. На сцене дебютировал в 1915 году. Выступал в Ташкентской любительской театральной труппе «Туран», где сыграл ряд комедийных и остро характерных ролей в пьесах азербайджанских, татарских и узбекских авторов.

## Избранные произведения
- «Новое и старое» (пьеса, 1918)
- «Безграмотный бай» (пьеса, 1918),
- «Маленький солдат» (пьеса, 1919),
- «Приговор Сиявуша» (трагедия, 1920),
- «Сын кузнеца» (драма, 1920),
- «Туркестан» (историческая драма, 1920).
- «Которая лучше» (музыкальная комедия, 1924),
- «Смех и слёзы» (музыкальная комедия, 1926) и др.